# Abraxas diaphana
Abraxas diaphana là một loài bướm đêm trong họ Geometridae.